# Walk of Game

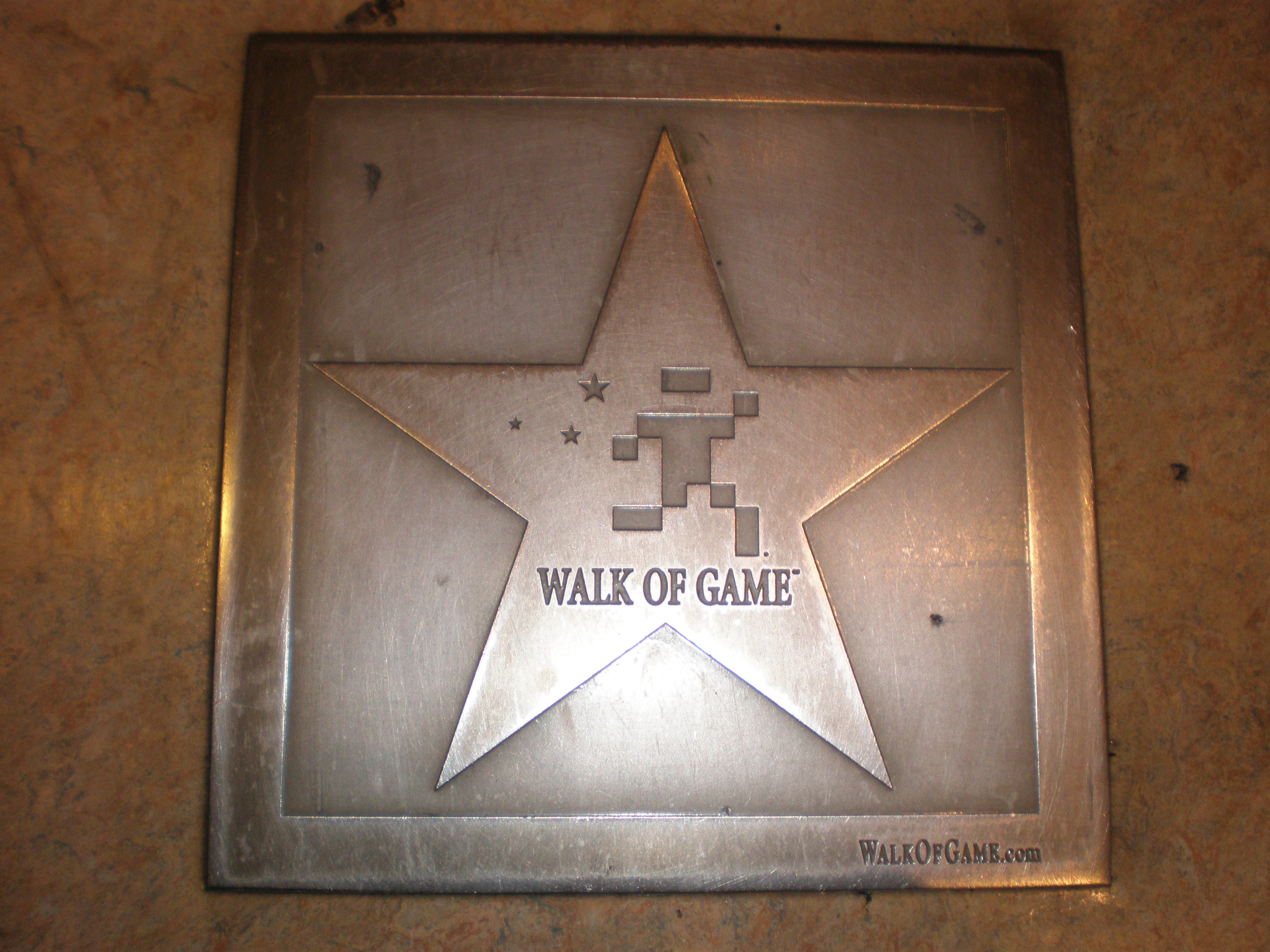
Walk of Game

De Walk of Game is een gedeelte in het Metreongebouw te San Francisco waar sterren in de vloer zijn aangebracht die verwijzen naar belangrijke prestaties of personen op het gebied van computerspellen (zoals belangrijke personen in de computerspellenindustrie, bepaalde spellen of personages uit spellen). Het idee achter de Walk of Game is vergelijkbaar met de Hollywood Walk of Fame te Hollywood, Los Angeles.

## Toekenningsprocedure
Elk jaar worden nieuwe sterren toegevoegd die gekozen worden tijdens een stemming in de hele maand oktober. De beste vier computerspellen en/of personages krijgen een ster met een grootte van 61 bij 61 cm. Ook de beste twee personen die een belangrijke bijdrage hebben geleverd krijgen zo'n ster, een lifetime achievement award.
De lijst van personen, spellen en personages waaruit gekozen kan worden, wordt samengesteld aan de hand van een onderzoek dat gehouden wordt onder de mensen die betrokken zijn bij de computerspellenindustrie, zoals ontwikkelaars maar ook de media.

## Sterren

### 2006

#### Spellen/personages
- EverQuest (3D-MMORPG in een fantasiewereld)
- Final Fantasy (serie computerrollenspellen)
- Lara Croft (hoofdpersonage uit de Tomb Raider-reeks)
- StarCraft (real-time-strategycomputerspel)

#### Lifetime achievement awards
- John Carmack (ontwikkelaar van succesvolle spellen en series, zoals Doom, Wolfenstein 3D en Quake)
- Sid Meier (ontwerper van succesvolle spellen en series, zoals Civilization, Railroad Tycoon)

### 2005

#### Spellen/personages
- Halo (een first-person shooter, ontwikkeld door Bungie)
- Link (een van de hoofdpersonages uit de The Legend of Zelda-reeks)
- Mario (een personage in vele computerspellen, bedacht door Shigeru Miyamoto)
- Sonic the Hedgehog (het personage uit de gelijknamige spellen)

#### Lifetime achievement awards
- Nolan Bushnell (oprichter van Atari en bedenker van Pong, een van de eerste computerspellen)
- Shigeru Miyamoto (geestelijk vader van succesvolle spellen en series, zoals Mario Bros., The Legend of Zelda en Donkey Kong)